# Vitold Rek

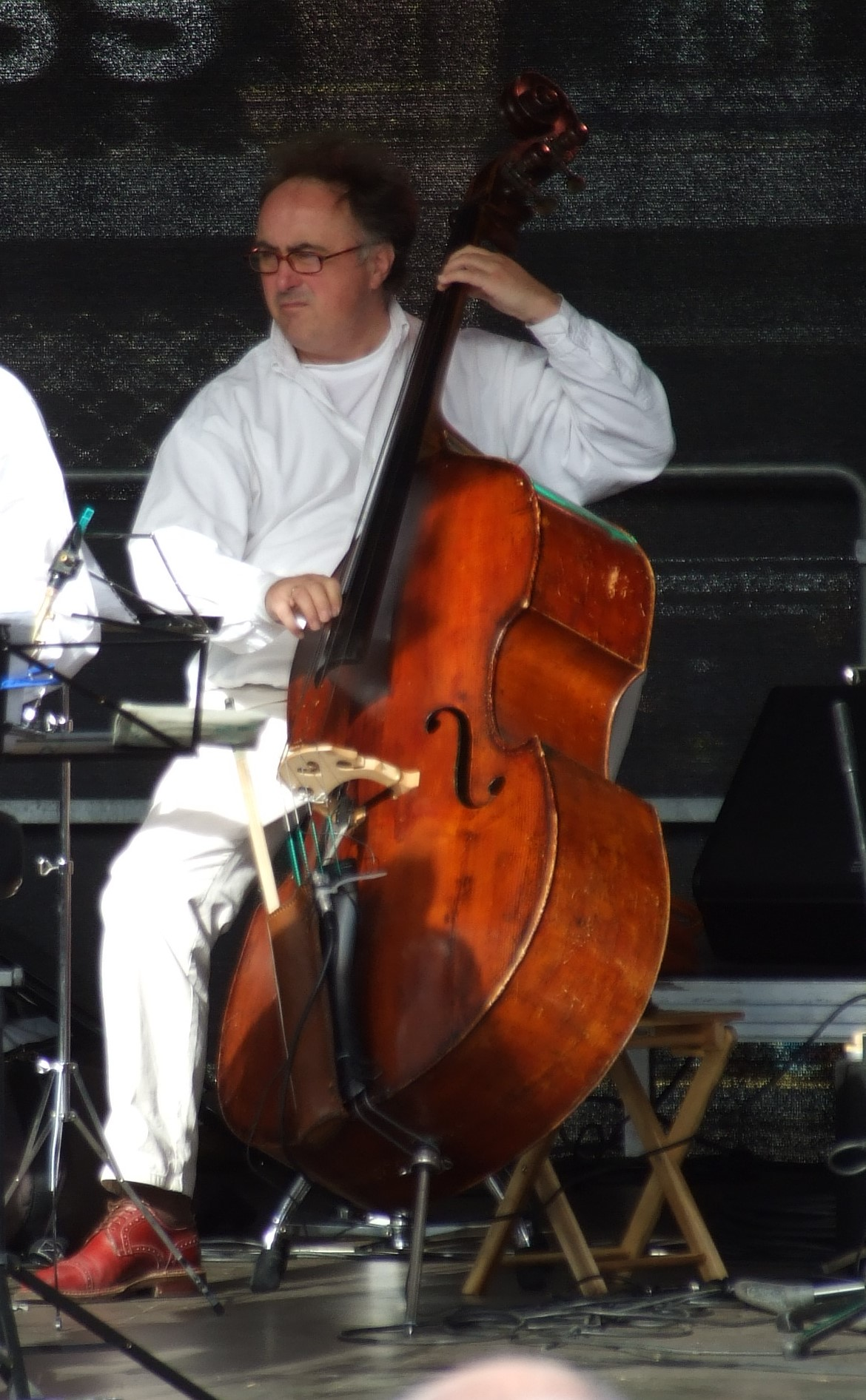
Vitold Rek (2009)

Vitold Rek (* 18. Oktober 1955 in Rzeszów, Polen als Witold E. Szczurek) ist ein in Deutschland wohnender polnischer Kontrabassist und Komponist des Creative Jazz. Er begann seine Karriere unter seinem Geburtsnamen Witold Szczurek – u. a. als langjähriger Sideman von Tomasz Stańko. Charakteristisch ist seine Vorliebe für das virtuose Bogenspiel. In den letzten Jahren wendete er sich zunehmend den vielfältigen Wurzeln der europäischen Musik zu.

## Leben und Wirken
Rek wuchs in einer musikalischen Familie auf, lernte mit acht Jahren Akkordeon, wechselte dann zur klassischen Gitarre und mit 14 Jahren zum Kontrabass. Von 1973 bis 1977 besuchte er die städtische Musikschule und spielte nebenbei in einer Dixielandband. Zwischen 1977 und 1982 studierte er klassischen Kontrabass an der Musikakademie Krakau. Daneben arbeitete er mit bedeutenden polnischen Jazzern wie Jan Ptaszyn Wróblewski, Jan Jarczyk, Sławomir Kulpowicz (1979–84), Zbigniew Namysłowski, Vladyslav Sendecki (1977–80), Tomasz Stańko (1982–90) oder Kazimierz Jonkisz. Seit 1989 lebt und arbeitet er in Rhein-Main-Gebiet. Liveauftritte und Plattenaufnahmen mit Karl Berger, Albert Mangelsdorff, Emil Mangelsdorff, John Tchicai, Peter Giger, Charlie Mariano, Gerd Dudek, Heinz Sauer, Jasper van’t Hof, Ralf Hübner, Bob Degen, Christof Lauer und Makaya Ntshoko belegen, dass der Bassist eine aktive Rolle in der europäischen Jazzscene spielt.
Als wichtige Festivalauftritte sind das Jazz Jamboree in Warschau (1978–88), Montreux Jazz Festival (1987), das North Sea Jazz Festival in Den Haag (1990), Jazz in Willisau (1991), das JazzFest Berlin (1992), die Leipziger Jazztage (2004), die ISB Double Bass Convention Indianapolis, USA (2001) und die Banlieues Bleues bei Paris (2006) zu nennen.
Sein Stil am Kontrabass reflektiert sowohl seinen jazzigen Hintergrund als auch seine klassische Ausbildung. Seit einigen Jahren wendet er sich immer stärker der (ost-)europäischen Folklore zu. In seinem Album Polish Jazz Explosion treffen eine traditionelle Folklorekapelle und namhafte europäische Freejazzer aufeinander. Die Musik seiner jüngsten Formation, der East West Wind, mit dem Akkordeonisten Jarosław Bester von der Cracow Klezmer Band und dem Perkussionisten Ramesh Shotham, setzt sich u. a. mit der traditionellen Musik seiner Heimat, dem Klezmer, auseinander.
Rek arbeitet ebenfalls mit deutschen Autoren, indem er zu deren Lesungen improvisiert. Mit Oskar Ansull und Theo Jörgensmann hat er ein Johannes-Bobrowski-Programm erarbeitet. Auch mit dem Dichter Johann P. Tammen hat er eine CD aufgenommen.
Rek unterrichtet Jazzkontrabass und leitet Ensembles an der Hochschule für Musik Mainz, früher auch in Frankfurt am Main.

## Preise und Auszeichnungen
Für die CD-Einspielung mit dem Emil Mangelsdorff Quartett Blues Forever (Bellaphon CDLR 714427) hat Rek den Preis der Deutschen Schallplattenkritik 1-2008 bekommen. Im Herbst 2008 wurde das 5 CDs umfassende Album von Tomasz Stańko 1970–1975–1984–1986–1988 (Metal Mind Productions) in Polen mit der Platin-Schallplatte ausgezeichnet (Rek wirkte bei drei der CD-Einspielungen (Music 81, Lady Go und Switzerland-Live at the Montreux Jazz Festival)) mit. 2013 wurde er mit dem Hessischen Jazzpreis ausgezeichnet. Für sein Gesamtwerk erhielt er 2016 den Kulturpreis der polnischen Woiwodschaft Karpatenvorland.

## Diskografische Hinweise
- Flyin’ Lady – Jan Pt. Wroblewski Quartet (Muza Pl.); 1978
- C.O.C.X. – Tomasz Stańko (Pronit Pl.); 1983
- Freelectronic: The Montreux Performance – Tomasz Stańko (ITM 0023); 1987
- Art of The Duo Vol.1 – John Tchicai, Vitold Rek (Enja 8008-2); 1993
- Jazzz – mit Peter Giger und Gerd Dudek (B+W 029 GB); 1993
- Elvira Plenar-Vitold Rek (Bellaphon CDLR 45089); 1994
- Mondspinner – mit Christof Lauer & Ralf Hübner (Free Flow Music 0796); 1996
- Das Erik Satie Projekt – Fritz Hartschuh Quartet (Konnex KCD 5086); 1998
- Bassifiddle alla polacca – Vitold Rek Solo – Kontrabass, Gesang (TMP 503); 1997 & 1998
- John Tchicai, Vitold Rek, Karl Berger – 2 × 2 (TMP 505); 1991, 1992 & 2000;
- The Polish Folk Explosion – Kapela Resoviana feat. Albert Mangelsdorff, Charlie Mariano, John Tchicai, Vitold Rek, Gilbert Matthews, Ryszard Bajor, Lukasz Plis, Sebastian Karpiel-Bulecka, Marek Maja Labunowicz, Edward Markocki, Kasia Pikor (TMP 507); 2001
- Charlie Mariano & Vitold Rek feat. Peter Reiter – Cathedral vol. 1 (TMP CD 611); 2005
- Home – East West Wind featuring Jaroslaw Bester & Ramesh Shotham (TMP CD 515); 2007